# USS LST-881
O USS LST-881 foi um navio de guerra norte-americano da classe LST que operou durante a Segunda Guerra Mundial.